# Bohdan Cwilong
Bohdan Stanisław Meduza Cwilong (także Bogdan Cwilong, ur. 6 sierpnia 1908 w Irkucku, zm. 2 stycznia lub 4 stycznia 1958 w Londynie) – polski meteorolog, fizyk, pisarz, szachista, popularyzator nauki, podróżnik.

## Życiorys
Syn sędziego Antoniego i Marii Reginy z Lipińskich. Uczęszczał do gimnazjum humanistycznego im. Bolesława Chrobrego w Piotrkowie Trybunalskim. Następnie studiował na Uniwersytecie Warszawskim (jego nauczycielami byli Łukasiewicz, Sierpiński, Pieńkowski) i uzyskał absolutorium z fizyki. Współpracował z Centrum Lotniczo-Meteorologicznym Państwowego Instytutu Meteorologii w Warszawie. Był jachtowym kapitanem żeglugi morskiej.
8 kwietnia 1937 ożenił się z Marianną Fronc.
Ostatnim miejscem zamieszkania przed 1939 była willa w Świdrze k. Otwocka, przy ul. Stacyjnej. Po wybuchu II wojny światowej oficer w Wojsku Polskim, trafił do Włoch, Francji (wykładał na kursach dla polskich oficerów w Camp de Coëtquidan), a po 1941 w Wielkiej Brytanii. Tam rozpoczął pracę w Clarendon Laboratory w Oxfordzie pod kierunkiem G.M.B. Dobsona. W 1945 otrzymał tytuł D. Phil. w dziedzinie fizyki. Miał obywatelstwo brytyjskie (po 1950). Zmarł w Middlesex Hospital w 1958 roku.
Zajmował się głównie procesem powstawania chmur i fizyką niskich temperatur. Uważa się, że niezależnie od Schaefera, Cwilong jako pierwszy uzyskał przechłodzoną wodę. Związany z Merton College, University of Oxford, University of Panama, Victoria University College i wydziałem fizyki University of British Columbia (1950-1953).
W 1928 przepłynął kajakiem własnej konstrukcji Wisłę, od Oświęcimia do Gdańska. Dwukrotnie przedsięwziął wyprawę dookoła Świata, po raz pierwszy w 1934, na żaglowcu Dar Pomorza pod dowództwem Konstantego Maciejewicza-Matyjewicza, po raz drugi od listopada 1953 do czerwca 1954 roku (do jego załogi należał m.in. Juliusz Slaski).
Entuzjasta gry w szachy. Bolesław Gleichgewicht wspominał go następująco: "Wyglądał trochę na życiowego nieudacznika; mizerny, ubrany bardzo niezamożnie, ale był wielkim entuzjastą szachów. Dla uczestników turnieju miał wykłady z teorii". W 1933 zdobył I nagrodę i tytuł mistrza Okręgu Warszawskiego Polskiego Związku Szachowego. Amatorsko zajmował się fizjologią, popularyzował teorie Pawłowa.

## Prace

### Książki
- Przestroga: sztuka w 5 aktach. Warszawa, Drukarnia Krajowa, 1930
- Pogodoznawstwo dla marynarzy. Warszawa, Główna Księgarnia Wojskowa, 1937

### Prace naukowe
- Dobson GMB, Brewer AW, Cwilong BM. Bakerian Lecture. Meteorology of the Lower Stratosphere. „Proceedings of the Royal Society of London. Series A, Mathematical and Physical Sciences”. 185 (1001), s. 144-175, 1946.
- Sublimation in a Wilson Chamber. „Proceedings of the Royal Society of London. Series A, Mathematical and Physical Sciences”. 190 (1020), s. 137-143, 1947.
- Brewer AW, Cwilong B, Dobson GMB. Measurement of Absolute Humidity in Extremely Dry Air. „Proc. Phys. Soc.”. 60, s. 52-70, 1948. DOI: 10.1088/0959-5309/60/1/307.
- Sublimation in the Atmosphere over the Oceans. „Nature”. 161, s. 62, 1948. DOI: 10.1038/161062b0. PMID: 18933819.
- Sublimation in Outdoor Air. „Nature”. 160, s. 198, 1947. DOI: 10.1038/160198b0.
- Observations on the incidence of supercooled water in expansion chambers and on cooled solid surfaces. „Journal of Glaciology”. 1 (2), s. 53-57, 1947.
- Cwilong BM, Edwards MH. Sublimation and Condensation of Carbon Dioxide, Nitrogen, and Oxygen in an Expansion Chamber. „Physical Review”. 85, s. 380–381, 1951. DOI: 10.1103/PhysRev.85.380.
- The Solidification Curve of Helium II. „Physical Review”. 88, s. 135–137, 1952. DOI: 10.1103/PhysRev.88.135.
- The Solidification Curve of Helium II. „Physical Review”. 88, s. 1435, 1952. DOI: 10.1103/PhysRev.88.1435.4.
- B. M. Cwilong, J. Lees, F. D. Manchester. Cavitation Effect in Helium II. „Physical Review”. 88, s. 138-139, 1952. DOI: 10.1103/PhysRev.88.138.
- Abnormal Freezing Nuclei in the Atmosphere. „Nature”. 176, s. 129-130, 1955. DOI: 10.1038/176129a0.

### Inne
- Mistrzostwo świata. Wiadomości Szachowe 6, ss. 82-87 (listopad 1935)